# 馬瑟山
73°34′S 61°0′E / 73.567°S 61.000°E
馬瑟山（英語：Mount Mather）是南極洲的山峰，屬於查爾斯王子山脈的一部分，位於孟席斯山以西6公里，該山脈在1956年由澳大利亞的探險隊所發現。